# Kgothatso Montjane
Kgothatso Montjane (ur. 3 czerwca 1985 w Seshego) – południowoafrykańska tenisistka niepełnosprawna, finalistka Wimbledonu 2021 w grze pojedynczej, finalistka pięciu turniejów wielkoszlemowych w grze podwójnej, finalistka mistrzostw na zakończenie sezonu w grze podwójnej (2013).
W rankingu ITF najwyżej była sklasyfikowana na 4. miejscu w grze pojedynczej (10 stycznia 2022) oraz na 5. pozycji w grze podwójnej (9 czerwca 2014). W karierze Montjane zwyciężyła w 40 turniejach singlowych i 49 deblowych.

## Historia występów
Legenda
     W, wygrany turniej
     F, przegrana w finale
     SF, przegrana w półfinale
     SFP, SFW, przegrana, wygrana w meczu o trzecie miejsce
     QF, przegrana w ćwierćfinale
     xR przegrana w x rundzie
     LQ, przegrana w kwalifikacjach
     RR, przegrana w fazie grupowej
     A, brak startu
     NH, impreza nie odbyła się

### Występy w Wielkim Szlemie

#### Gra pojedyncza
| Wielkoszlemowe turnieje w singlu na wózkach |                |                |                |    |    |    |    |    |    |    |
| Australian Open                             | QF             | QF             | A              | QF | A  | QF | QF | SF | SF | SF |
| French Open                                 | SF             | QF             | A              | A  | A  | QF | QF | QF | SF | SF |
| Wimbledon                                   | Nie rozgrywano | Nie rozgrywano | Nie rozgrywano | A  | A  | SF | SF | NH | F  | QF |
| US Open                                     | QF             | QF             | A              | NH | QF | SF | QF | A  | QF | QF |

#### Gra podwójna
| Wielkoszlemowe turnieje w deblu na wózkach |    |    |   |    |    |    |    |    |    |    |
| Australian Open                            | SF | SF | A | SF | A  | SF | SF | SF | F  | SF |
| French Open                                | SF | SF | A | A  | A  | SF | SF | SF | SF | F  |
| Wimbledon                                  | A  | A  | A | A  | A  | SF | SF | NH | F  | SF |
| US Open                                    | SF | SF | A | NH | SF | SF | F  | A  | SF | F  |

### Turnieje Masters oraz igrzyska paraolimpijskie
| Turniej                  | 2008 | 2009           | 2010           | 2011           | 2012 | 2013           | 2014           | 2015           | 2016 | 2017           | 2018           | 2019           | 2020           | 2021 | 2022 |
| ------------------------ | ---- | -------------- | -------------- | -------------- | ---- | -------------- | -------------- | -------------- | ---- | -------------- | -------------- | -------------- | -------------- | ---- | ---- |
| Turnieje Masters         |      |                |                |                |      |                |                |                |      |                |                |                |                |      |      |
| singel                   | A    | A              | A              | A              | RR   | RR             | RR             | RR             | A    | RR             | RR             | RR             | NH             | RR   |      |
| debel                    | A    | A              | A              | A              | RR   | F              | A              | A              | A    | SF             | RR             | SF             | NH             | SF   |      |
| Igrzyska paraolimpijskie |      |                |                |                |      |                |                |                |      |                |                |                |                |      |      |
| singel                   | 1R   | Nie rozgrywano | Nie rozgrywano | Nie rozgrywano | 2R   | Nie rozgrywano | Nie rozgrywano | Nie rozgrywano | 2R   | Nie rozgrywano | Nie rozgrywano | Nie rozgrywano | Nie rozgrywano | 2R   | NH   |
| debel                    | A    | Nie rozgrywano | Nie rozgrywano | Nie rozgrywano | A    | Nie rozgrywano | Nie rozgrywano | Nie rozgrywano | A    | Nie rozgrywano | Nie rozgrywano | Nie rozgrywano | Nie rozgrywano | QF   | NH   |